# Федералсбург (Меріленд)
Федералсбург (англ. Federalsburg) — місто (англ. town) в США, в окрузі Керолайн штату Меріленд. Населення — 2833 особи (2020).

## Географія
Федералсбург розташований за координатами 38°41′32″ пн. ш. 75°46′21″ зх. д. / 38.69222° пн. ш. 75.77250° зх. д. (38.692265, -75.772465).  За даними Бюро перепису населення США в 2010 році місто мало площу 5,23 км², з яких 5,00 км² — суходіл та 0,23 км² — водойми.

## Демографія
Згідно з переписом 2010 року, у місті мешкало 2739 осіб у 1081 домогосподарстві у складі 708 родин. Густота населення становила 523 особи/км².  Було 1191 помешкання (228/км²).
Расовий склад населення:
| - 53,8 % — білих - 41,0 % — чорних або афроамериканців - 0,8 % — азіатів - 0,3 % — корінних американців - 1,3 % — осіб інших рас |

До двох чи більше рас належало 2,8 %. Частка іспаномовних становила 3,6 % від усіх жителів.
За віковим діапазоном населення розподілялося таким чином: 30,8 % — особи молодші 18 років, 56,7 % — особи у віці 18—64 років, 12,5 % — особи у віці 65 років та старші. Медіана віку мешканця становила 33,3 року. На 100 осіб жіночої статі у місті припадало 82,5 чоловіків;  на 100 жінок у віці від 18 років та старших — 73,6 чоловіків також старших 18 років.
Середній дохід на одне домашнє господарство  становив 47 995 доларів США (медіана — 34 707), а середній дохід на одну сім'ю — 54 952 долари (медіана — 40 893). Медіана доходів становила 47 337 доларів для чоловіків та 27 292 долари для жінок. За межею бідності перебувало 32,4 % осіб, у тому числі 52,7 % дітей у віці до 18 років та 8,6 % осіб у віці 65 років та старших.
Цивільне працевлаштоване населення становило 993 особи. Основні галузі зайнятості: виробництво — 19,2 %, освіта, охорона здоров'я та соціальна допомога — 18,6 %, роздрібна торгівля — 15,3 %.